# Hallo-Schallplatten
hallo-Schallplatten sind eine Reihe von Samplern, die zwischen 1972 und 1976 vom Plattenlabel Amiga in der DDR herausgegeben wurden. Die Stilrichtungen reichten vom Progressive Rock über Folkrock bis hin zum Pop. Neben Bands aus der DDR waren zahlreiche Gruppen aus dem „sozialistischen Ausland“ vertreten. Ein Ziel war, einem möglichst breiten Spektrum der damals aktiven Bands Schallplattenveröffentlichungen zu ermöglichen.

## Editionsgeschichte
1972 erschienen die LPs hallo Nr. 1 bis hallo Nr. 7. Dabei wurden verschiedene Schwerpunkte gesetzt. Auf hallo Nr. 1 gibt es je zwei Stücke von den Roten Gitarren und Panta Rhei sowie weitere Stücke. hallo Nr. 2 hat eine Sonderstellung. Bis auf einen Titel der Gruppe Bayon werden alle Stücke von der Polin Halina Frąckowiak gesungen, begleitet von ihrer Band ABC.
Auf der LP hallo Nr. 4 wiederum sind die Gruppen Klaus Renft Combo dreimal und die Puhdys zweimal vertreten. Während die fünfte LP – wie hallo Nr. 3 – keine Schwerpunkte zeigt, sind auf hallo Nr. 6 die Klaus Renft Combo erneut dreimal und die tschechoslowakische Gruppe Prúdy zweimal repräsentiert. Schließlich enthält hallo Nr. 7 nur Aufnahmen aus Ungarn, Polen und der Tschechoslowakei.
1973 gab es in derselben Serie fünf weitere hallo-LPs. Auf der achten LP sind ausschließlich Amateurbands vertreten. Einige von ihnen wurden später Profibands. hallo Nr. 9 enthält Live-Aufnahmen ohne weitere Schwerpunktsetzung. Die drei weiteren LPs der Serie enthalten wiederum Stücke verschiedener Bands. Mit je zwei Stücken sind die Bürkholz-Formation, Breakout und Hungaria auf den hallo-LPs 10, 11 und 12 dabei.
1974 erschien in veränderter Aufmachung eine hallo-LP namens hallo 1/74. Renft, Bractwo Kurkowe und General sind doppelt vertreten. Eine zweite hallo-LP gab es 1974 nicht. Im Folgejahr erschienen die LPs hallo 2/75 und hallo 1/75 – laut Amiga-Katalog in dieser Reihenfolge. Der Anteil kommerzieller Popmusik war höher als auf den Vorgängerschallplatten.
1976 erschien beim DDR-Plattenlabel Nova die LP Superparty – Das Beste aus hallo 1 bis 12. Bei Amiga kam als letzte hallo-LP hallo 76 heraus, auf der viele Bands mit je einem Titel vertreten sind.
2001 erschienen im Buschfunk-Label die CDs hallo The Best Nr. 1 und hallo The Best Nr. 2 mit Stücken aus den bei Amiga erschienenen hallo-LPs. 2015 veröffentlichte Buschfunk ein 16-CD-Set, entsprechend den 16 Langspielplatten. Es enthält Nachdrucke der damals beiliegenden Poster.

## Titellisten

### Hallo No 1, 1972, Amiga, 855 331
- Es brennen die Berge und Wälder, 3:45, Rote Gitarren, Text und Musik: Seweryn Krajewski, Ingeborg Branoner
- Ich steh allein in dieser Stadt, 2:40, Nautiks, Text und Musik: Heinz-Jürgen Gottschalk
- Geh dem Wind nicht aus dem Wege, 6:40, Puhdys, Text und Musik: Dieter Birr,  Wolfgang Tilgner
- Blues für John Henry, 5:25, Panta Rhei, Text und Musik: Henning Protzmann
- Wir lagen im Grase, 4:35, Joco Dev Sextett, Text und Musik: Detlef Lüpke, Bernd Maywald
- Wege mit gutem Namen, 2:35, Scirocco Combo, Text und Musik: Hendryk Wendt, Bernd Maywald
- Stell dich mitten in den Regen, 5:10, Bayon, Text und Musik: Christoph Theusner, Wolfgang Borchert
- Anfang, 2:10, Rote Gitarren, Text und Musik: Seweryn Krajewski
- Aus und vorbei, 4:40, Panta Rhei, Text und Musik: Henning Protzmann

### Hallo No 2, 1972, Amiga, 855 332
- Bitte schreib mir, 3:15, Halina Franckowiak[1] & ABC, Musik: Andrzej Mikolajczak, Text: Dieter Schneider
- Ich gehe weiter, 6:15, Halina Franckowiak & ABC, Musik: Halina Frackowiak, Text: Janusz Kondratowicz
- Dir ganz nah sein, 3:25, Halina Franckowiak & ABC, Musik: Halina Frackowiak, Marian Ziminski, Text: Ingeborg Branoner
- Du willst zuviel, 3:30, Halina Franckowiak & ABC, Musik: Jerzy Matuszkiewicz, Text: Andrzej Jastrzebiec
- Im Heu, 2:25, Halina Franckowiak & ABC, Musik: Katarzyna Gärtner, Text: Ernest Bryll
- Weiße Wolke am Himmel, 3:10, Halina Franckowiak & ABC, Musik: Marian Ziminski, Text: Fred Gertz
- Alle Herrlichkeit des Sommers, 3:10, Halina Franckowiak & ABC, Musik: Marian Ziminski, Text: Dieter Schneider
- Bayon-Suite, 12:45, Bayon, Text und Musik: Christoph Theusner, Tudor Arghezi

## Design und Ausstattung
Die ersten zwölf hallo-LPs haben ein weitgehend einheitliches Design, das mit Farben wie rosa, violett und orange, auffallend runden Formen und handgeschrieben wirkenden Schrifttypen der Pop Art entspricht. Die Rückseite enthält jeweils Hinweise in jugendnaher Sprache, etwa zum Erwerb der nächsten hallo-LP, meist aber keine Liste der enthaltenen Titel oder Interpreten. Dem Aufkleber auf der Schallplatte selbst sind lediglich die Titel und deren Texter und Komponisten zu entnehmen.
Die Cover der hallo-LPs ab hallo 1/74 sind etwas konventioneller gestaltet. Die Cover der drei 1974 und 1975 erschienenen LPs sind farblich noch recht kontrastreich.
Bis hallo 1/74 enthielten alle Plattenhüllen je ein schwarz-weißes oder monochromes Foto in der Größe des Covers mit der Abbildung einer auf der Schallplatte vertretenen Band, auf deren Rückseite man Hinweise zu den Interpreten und Songtiteln findet.

## Bedeutung
Viele der später in der DDR-Musikszene erfolgreichen Bands haben mit den hallo-LPs zum ersten Mal Schallplattenaufnahmen veröffentlichen können. Dazu zählen die Puhdys, Renft, Bayon, electra und Lift, aber auch zahlreiche Bands aus Polen, Ungarn und der Tschechoslowakei. Verglichen mit späteren Aufnahmen kann man bei vielen Bands einen Wechsel der Stilrichtung erkennen. Ferner sind die Schallplattenaufnahmen Dokumente von Bands, die kurz darauf von den Kulturbehörden verboten wurden, wie Renft und die Bürkholz-Formation.
Von den ersten sechs hallo-LPs wurden bis Juli 1973 rund 360.000 Exemplare verkauft.

## Sonstiges
Obwohl sie über einen Zeitraum von mehreren Jahren erschienen, haben die 16 hallo-Schallplatten die fortlaufenden Nummern 85531 bis 85546.
1992 erschien im Vielklang-Label die CD hallo 13 – Die Rückkehr der FNL. Diese CD enthält allerdings Stücke von DDR-Bands aus der Zeit der Wende.